# الدوري الإيطالي الدرجة الثانية 1991–92
الدوري الإيطالي الدرجة الثانية 1991–92 (بالإيطالية: Serie B 1991-1992)‏ هو موسم من الدوري الإيطالي الدرجة الثانية. أقيم خلال الفترة 1 سبتمبر 1991 وحتى 14 يونيو 1992، وأشرف على تنظيمه Lega Nazionale Professionisti ‏، وكان عدد الأندية المشاركة فيه 20، وفاز فيه نادي ريجيانا 1919.